# Homoródújfalu
Homoródújfalu (románul Satu Nou) falu Romániában Hargita megyében. Közigazgatásilag Oklándhoz tartozik.

## Fekvése

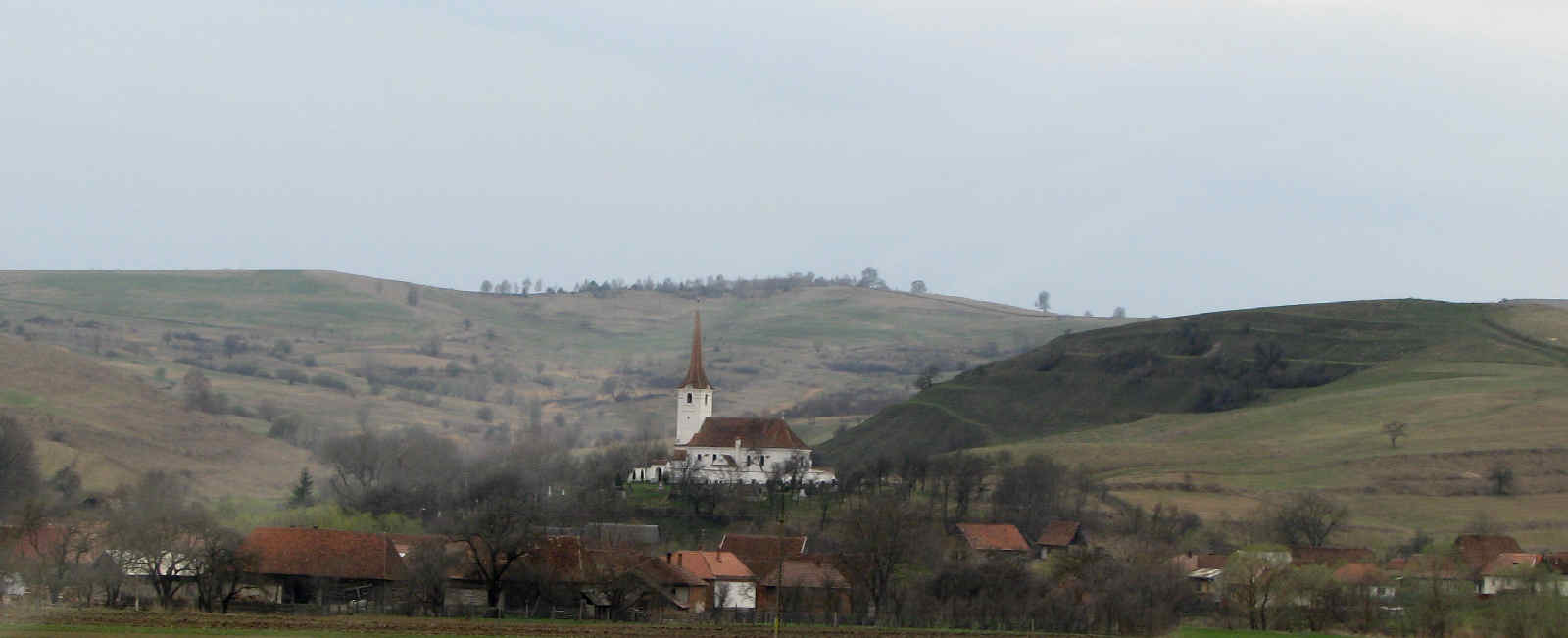

Az Oklánd községhez (Hargita megye) tartozó Homoródújfalu a Hargita-hegység lábainál, a Kis-Homoród völgyének alsó részén, az egykori Szászföld és a Székelyföld határán helyezkedik el, mint a megye legdélebben fekvő települése. Közvetlen szomszédai az északnyugatra (2 km) található Oklánd, a jelenlegi községközpont, déli irányban (5 km) a már Brassó megyéhez tartozó Székelyzsombor, valamint keletre haladva (15 km) a szomszédos Kovászna megyéhez tartozó unitárius nagyközség, Vargyas.
A faluhoz legközelebb fekvő városok: Székelyudvarhely – 30 km, Szentkeresztbánya (Vlăhița) – 27 km, Barót (Baraolt, Kovászna megye) – 22 km, valamint a Brassó megyei Kőhalom (Rupea, Reps) – 24 km.
A környék úthálózata fejlettnek mondható, de nagyrészt még aszfaltozatlan, rossz állapotban lévő utakból áll (a 133-as és a 131-es megyei utak), viszont a falutól délre, alig 15 km-re halad el a Brassó-Segesvár vasútvonal középső szakasza.
A környéket uraló dombvidék legmagasabb pontjai a Merke-tető (1003 m), a Hagymás tető (817 m), a valamivel alacsonyabban fekvő Rika-tető és az Őrhegy (700 m), de maga a falu átlagosan 515-520 méter magasan terül el. A falut észak-déli irányban a Hargita-hegységből eredő Kis-Homoród folyó szeli át, melybe 3 patak is torkollik: az Oláh-patak, Bahér-pataka és a Póké-patak.
A falu belterülete 27,94 hektár, a külterületek nagy részét legelők (291 ha Hargita-megyében + 200 ha a szomszédos Kovászna megye területén) és szántóföldek (270 ha) alkotják, az erdős területek kb. 48 hektárt foglalnak le.
Az 1979-ben végzett talajfúrások alkalmával vett földminták szerint a felszíni vékony termőtalaj-réteg alatt vastag iszapréteg található, mely sokszor elősegítette bizonyos talajcsuszamlások létrejöttét. A felső, termékeny talajréteget főleg az erdei barna (60%), valamint a podzol (20%) és a kilúgozott csernozjom (20%) talajtípusok alkotják, melyeknek keveréke közepes minőségű szántóföldeket eredményez.
A falu határában altalajkincsekről nincsenek adatok, feljegyzések, de a szomszédos Oklánd mellett a feljegyzések és a néphagyomány szerint már a római és a későbbi időkben is vas- és sóbányák működtek. A környező patakok medrében kristályos palarétegek is fellelhetők, de megtalálhatóak a szomszédos baróti szénmedencéből átágazó vékony szénerek is.

### A környék növényzete és állatvilága
A falut környező vidékek élővilága a dombvidék flóra és fauna jellegzetességeit mutatja. A magasabb hegyeket általában lombhullató erdőségek borítják, ahol a bükk- és a tölgyfa mellett majdnem minden fafajta fellelhető (szil, éger, nyírfa, juharfa). A legelőkön egyedülálló, évszázados tölgyfák állnak, míg egyes, kisebb területeken természetes vagy telepített fenyvesek is megtalálhatók (leginkább a kevés gazdasági jelentőséggel bíró vörösfenyő az uralkodó faj).
Az erdők aljnövényzete, valamint a legelők, mezők növényvilága szintén a mérsékelt dombvidéki flóra változatosságát mutatja, nagyon sok fűféle és más növényfaj megtalálható. Egyes helyeken nagyon ritka, védett növényfélék is megtalálhatók, mint például a nárcisz, a pünkösdi rózsa, a menyecskeszem, medvetalp, az árvalányhaj vagy a nagyon mérgező, de a népi gyógyászatban felhasznált zászpa. A környező erdőségeket nagyon gazdag és változatos állatvilág népesíti be, melyek közül megemlíthetjük a medvét, a farkast, a rókát, a vaddisznót, hiúzt, nyestet, mókust, a borzot, a vidrát, a héját, kakukkot, a gólyát és a különféle énekesmadarakat (cinke, rigó, pacsirta, gyurgyalag). Ugyanakkor nagyon sokféle erdei gyümölcs és gombaféle is fellelhető.

### A környék éghajlata
A tisztább, köd- és páramentes napokon a falut környező dombokról nagyon messzire elláthatunk: észak fele a Hargita-hegység szerényebb csúcsai láthatók, míg déli irányba tekintve feltűnnek a Déli-Kárpátok vonulatához tartozó Fogarasi-havasok jóval magasabb, majdnem mindig hófödte, ragyogó csúcsai.
A vidék éghajlata mérsékelt, de változékony a magasság és a dombok elhelyezkedése szerint. Így a völgyben gyakorlatilag a hideg hegyi klímától az enyhébb dombvidéki éghajlatig minden érezhető. Az évi átlagos hőmérséklet +10… +20 °C között váltakozik, a népi megfigyelések szerint az első őszi fagyok november hónap utolsó felétől várhatóak, míg tavasszal az utolsó fagyok április közepétől szűnnek meg teljesen.
Az évi csapadékmennyiség 480,5 és 508,5 liter/m2 között váltakozik. A vidéket uraló szelek irányukat tekintve nagyon változóak, de a legfontosabb a keletről érkező nemere, mely főleg télen és kora tavasszal érezteti hatásait.
A fentebb felsorolt éghajlati jellemzők és értékek az utóbbi évtizedek esztelen erdőirtásai és a világszerte tapasztalható globális felmelegedés következtében egyre változékonyabbá válnak. Ennek a negatív folyamatnak direkt következményei az erre a vidékre régebben nem jellemző, nagyon magas hőmérsékleti értékek és az ehhez társuló hosszú nyári kánikulák és szárazságok.

### A falu lakossága
A falu lakosságáról nagyon kevés és hiányos adat lelhető fel, ezek nagy része főleg az unitárius egyház levéltárából, valamint a régi községi nyilvántartásokból, feljegyzésekből került ki. A lakosság számbéli eloszlása a különböző korokban a következőképpen alakult: 
Év	1786	1910	1930	1941	1956	1966	1977	1992	2002	2004
Lakos	264	421	401	406	378	343	325	299	323	325
Homoródújfalu a kezdetektől fogva viszonylag kis méretű falu volt és így kevés lakossal rendelkezett; ezen lakosság mindig is székelyekből állott, akik a reformáció óta döntő többségükben (99%) Dávid Ferenc követői, tehát unitárius vallásúak.
Az egyházi forrásokban a legelső, a lakosság számáról szóló adat az 1799-ben az unitárius templom egyik toronygombjában elhelyezett okiraton található, melyek szerint „ez is ide tartozék, hogy mikor ezen templom és torony építettek, voltanak cselédes gazdák az Unitárius Valósan lévők 62-ten. Számláltatnak lelkek 257, itt H-Újfaluban…”
Egy másik, szintén a toronygombba 1895-ben elhelyezett irat szerint: „az unitáriusok száma: 374 élt Újfaluban és az egész község lakóinak száma 412”.
A faluban 1907-ben 94, 1957-ben pedig 116 ház létezett. Jelenleg egy főutca és még öt mellékutca (Alszeg, Felszeg, Belső-utca, Túlsó-utca, Kicsi-utca) mentén 115 ház található, melyek közül 20 ház teljesen kihalt, lakatlan.
Az utóbbi évtizedekben a lakosság egyre jelentősebb részét teszik ki a falu szélein élő és a helyiek által cigányoknak nevezett romák, akik teljesen magyarnak és unitáriusnak vallják magukat, ezért a hivatalos kimutatásokban külön népcsoportként, etnikumként nem jelennek meg.

## Története

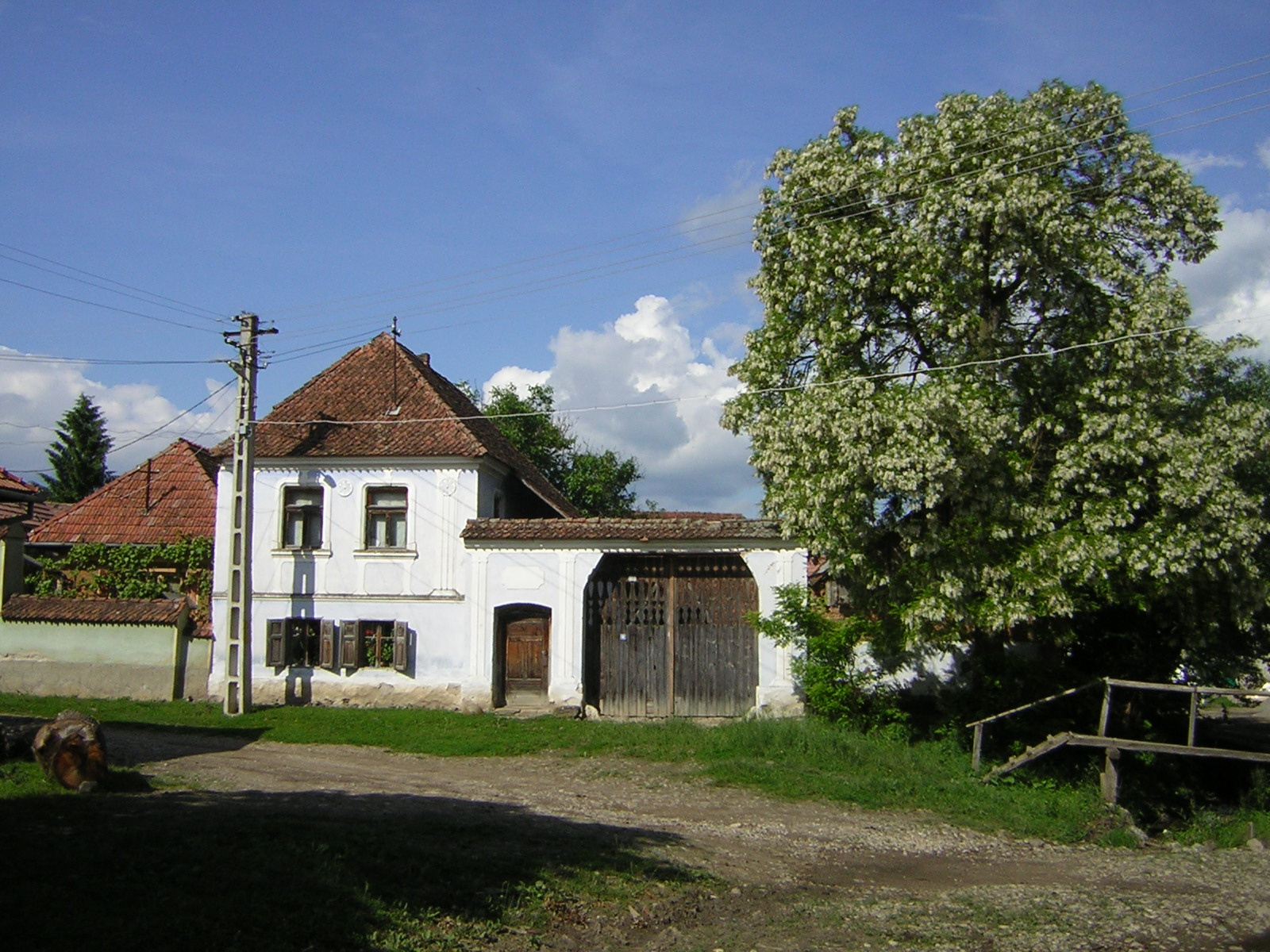
Régi, szász típusú kőház

1481-ben Wijfalw néven említik. A Székelyföld és Szászföld határán fekvő falu 1481-ben épített középkori templomát 1798 és 1801 között teljesen átépítették. A kőkerítést 1827-ben építették a régi kőkerítés köveit is felhasználva. 1910-ben 401 magyar lakosa volt. A trianoni békeszerződésig Udvarhely vármegye Homoródi járásához tartozott. 1992-ben 299 lakosa 1 román kivételével mind magyar volt.

### Keletkezése és az első hivatalos adatok
Homoródújfalu környéke az előkerült régészeti leletek szerint már a legrégibb időkben lakott volt. A legelső településnyomok az Oláh-patak folyása mentén létezhettek, valamint a környező hegyekre épített várak környékén, azok mellett és védelmében.
Ezek az ősi várak – ma már csak a romjaik – a régi határvonal, a gyepű mentén helyezkednek el, melyeket a szomszédos várakkal (például a bágyi vár vagy a kissé távolabbi Bálványos-vár) a Kakasborozdának, Ördögborozdának nevezett töltésvonal köti össze.
A legismertebbek és a mai napig felismerhetők a Hagymás-vár, a Kustaly-vár és a délen, a Rika-patak völgyében fekvő Attila-vár. A néphagyomány szerint az Attila-vár tövében, a Rika-patak mellett, egy hatalmas, ma is létező kőtömb alatt van eltemetve Réka királynő, a hun király, Attila felesége.
Ugyancsak a Rika-patak völgyében haladt át az ókori Dáciát átszelő római hadiutak egyike, melynek épségben megmaradt boltíves hídjai jelenleg is használatosak.
A falu keltezésének idejéről csak nagyon kevés és homályos emlék maradt fenn, a régi írások és legendák szerint kb. az 1400-as évek elején kaphatta mai nevét a település, mivelhogy a 15. század végén már mint az ezen a néven bejegyzett falu szerepel.
A néphagyomány szerint a falut idegen, talán a környező falvakból származó telepesek alapították, akik a Kis-Homoród mellett, a ma is létező Bodzás nevű dűlőben telepedtek le.
Őket egy öreg, vak ember vezette, irányította erre a helyre, aki szerint olyan helyen kellett leverjék a kalyibájuk cölöpjeit, ahol megterem a gyalogbodza, mert az jó megélhetést adó föld. Ezért a régi időkben a szomszédos falvak lakói sokáig kalyibásoknak csúfolták az újfalviakat.
A fentiek ellenére bizonyosan csak annyit tudhatunk, hogy Újfalu a környékbeli falvaknál jóval fiatalabb, amint azt a neve is mutatja. A falunévben szereplő Homoród előnév a Kis-Homoród folyóra utal és a folyó menti falvak közös névalkotója.
A falu a Székelyföld és a délebbi Szászföld (Királyföld) határán fekszik, mint a völgy legalsó, még székelyek lakta települése. Erre a tényre utal a falut említő, 1481-ből származó első írásos dokumentum, mely Újfalu és a szomszédos, már a Szászföldhöz tartozó Zsombor határát jelöli ki: „possessio Sombor et possessio Wijfaw”. Ugyanezt a határjárást elvégezték 1486-ban, majd 1550-ben is.
A régi egyházi feljegyzések azt mutatják, hogy a reformáció idején a korábban katolikus vallású lakosság egyöntetűen vette fel az új, unitárius (egyistenhívő) hitet.
Az 1602-es Basta-féle összeírás alkalmával mint falu szerepel 9 lófővel. Más, a falura vonatkozó adatokat találhatunk néhány 17. századi feljegyzésben, melyek szerint „1629. január 20-án II-ik János Kiss Rédei Jánosnak ajándékoz az Oklándhoz tartozó Újfaluban és Karácsonfalván, ki őt vállalataiban híven segítette s kinek 15 évnél többet volt belső kamarása” , valamint „1632. augusztus 5-én Patakfalvi nemes és vitézlő Ferenczi Balázs írnokának szorgalmáért Újfaluban, Oklánd és Karácsonfalvában négy jobbágyat adományozott”.

### Az egyházközség rövid története

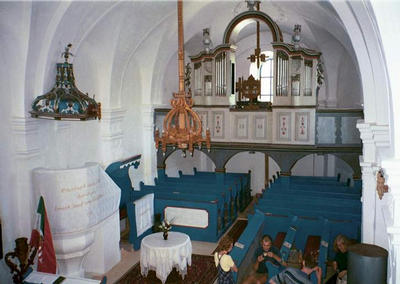
Az unitárius templom belseje

A falu alapításakor az első lakosok, telepesek katolikus vallásúak voltak, akárcsak az akkori Erdély és a környező falvak székely lakossága (ezt bizonyítja a szomszédos Homoródkarácsonyfalva egyik harangján található 1117-es évszám is, ami már a legkorábbi időkben is létező keresztény lakosságra utal).
A falu első, még katolikus temploma 1480-ban épült és alacsony, kőfalakon nyugvó kicsinyke faépület volt, alacsony, zsindelyfedeles tetővel és toronnyal: „a másik templom építtetett vala az 1480-ik esztendőben mely a mostaninál jóval kisebb volt s midőn fenn állott volna tartott volna 317 esztendőkig s romlásra készülni… a torony is, melynek kőrakása 3 német öl magasságon vala”.
Az első templom részletesebb leírása Lázár István unitárius superintendens „generalis visitaciója” alkalmával, 1789-ben készült jegyzőkönyvben található. Ezen feljegyzések alapján a temető közepében állott az eklézsia fazsindelyekkel fedett, öt kőlábbal megerősített kőtemploma, melynek belsejét két aprócska ablak világította meg.
Az új, protestáns hitre való áttérés pontos dátumáról és módjáról semmiféle adat nem volt fellelhető, ezért csak arra a legendára alapozhatunk, miszerint a lakosság egy, a faluba bejött protestáns vándorprédikátor reménykeltő szavainak hatására tért át az új hitre.
A templom a reformáció alkalmával az unitárius vallásra áttért hívek tulajdonába került, így belsejét fokozatosan a katolikusnál sokkal szerényebb és egyszerűbb unitárius templommá alakították át. Ennek ellenére még jól látható volt régi, katolikus oltár helye, valamint a templom belsejét a szentélytől elválasztó arcosolium (diadalív).
A régi prédikáló szék is kőből készült, rajta a következő feliratokkal: a külső részén „Légy hív mindhalálig”, a belső részén pedig „VELAMEN HOC FUIT MICHAEL B MOLNAR PROPRIA MANUA ET SUMPTU. EXIST CURATORE FRANCISCO ALBERT AEDILES GREGORIUS AMBRUS ET TOMAS BALINT 1741, 18 MAJT.”
A templomot kívül alacsony kőkerítés övezte, a toronyban pedig két harang volt elhelyezve. Az épület ekkor már nagyon rossz állapotban volt, ezért szükségessé vált egy teljesen új templom építése.
Az 1568-ban Erdélyben elfogadott vallásszabadság törvénye, amit 1571-ben a marosvásárhelyi országgyűlés is megerősített, lehetővé tette az unitáriusok számára is a szabad vallásgyakorlást és azt is, hogy megtűrt felekezetként létezhessenek, a néhai megszorító intézkedések ellenére is.
Ha a környékbeli urak és hivatalnokok megengedték, akkor saját papot is tarthattak, de templomokat nem építhettek. Ezzel és a paphiánnyal magyarázható az a tény is, hogy 1681-ig Homoródújfalu nem különálló egyházközségként szerepelt, hanem mint a szomszédos Oklánd filiája, tehát leányegyházközsége.
1681-től már mint önálló egyházközség szerepel, de számukra a teljes szabadságot és elismerést az 1781-ben II. József császár által kiadott „Türelmi rendelet” biztosította, mely már megengedte új templomok építését is, feltéve, ha azok nem a főutak mellé épültek.
A rendelet hatására, valamint tekintettel a régi templom már igencsak megroppant állapotára, az egyházközség elöljárói egy teljesen új templom építéséről döntöttek.
Az új templom építésének előkészítő munkálatai már 1794-ben elkezdődtek, majd idegenből hozott ács és pallér felügyelete alatt („a pallér Zajler Péter uram, az ácsnak neve, aki ezen nagy tornyot szarvazta, Sombori Péter András vala” ) nekifogtak az építkezésnek is, amelyet 1801-ben fejeztek be.
A régi templom anyagaiból egyedül a reneszánsz kori faragott kő ajtókereteket használták fel újra („a templom nyugati bejáratának egyenes záródású, finoman tagolt reneszánsz kőkerete van, hasonló profilozású szemöldökpárkánnyal, míg a déli oldalon a barokk portikus bejáratának két oldalán egy-egy gótikus töredék van beépítve.” ), de érdekes módon betartottak néhány régi, csak a katolikus templomokra jellemző építési szokást is: például a lekerekített formájú templombelső, a diadalív és megmaradt egy beépített szentségtartó-üreg (!) is, amely egyáltalán nem jellemző és nem használatos az unitárius templomokban.A férfiak bejáratánál a következő szöveg olvasható még napjainkban is: „Homoródújfalu engemet épített és az Egy Istennek szentelt s dicsőített. Nyíljék meg az ég azok áldására, kik kezet emeltek ezen szent munkára.” A torony alatti bejáraton (asszonyok bejárata) is voltak feliratok: „építtetett (…), Isten fogadd már ezt szárnyad oltalmába 1801.”
1806-ban az egyházközség küldöttséget menesztett Kolozsvárra, hogy „orgonacsinálót” keressenek, de nem járhattak sok szerencsével, mert az orgonát csak 1846-ban sikerült beszerezni és felszereltetni. A templomról több kép is található a  honlapon.
Az orgonát a homoródabásfalvi Balázs Mózes orgonaművész építette és 15 év jótállást is vállalt érte, de ezek ellenére hangszer nagyon sokszor elromlott vagy megrongálódott. Fontosabb javításokat 1880-ban, 1903-ban, 1910-ben, 1939-ben és még sokszor ezek után végeztek rajta, de jelenleg mégis használhatatlan.
Az 1848–49-es forradalom és szabadságharc idején a templomot idegenek feldúlták, kifosztották, mely rongálásokat gyorsan kijavítottak. Később a szélviharok és a villámcsapások többször is megrongálták a torony tetőszerkezetét, de ezeket a károkat is kijavították.
1827-ben a templomot 105 méter kerületű, 2 méter magas, közmunkával épített vastag kőfallal vették körül, felhasználva a régi kőfal maradványait is.
A régi templom tornyában két harang volt, a következő feliratokkal: a kisebbiken „Homoródújfalvi Unitária Eklésia öntette Isten dicsőségére. Anno 1775” , a nagyobbikon pedig: „Az Homoródújfalvi Unitária Eklésiáé. Anno 1760. Új nevet adnak neked, melyet az ÚR szája nevez. Ézs 1.12. Egy az Úr, egy a Hit, egy a Keresztség. Ef 4.”
Ezeket a harangokat később áthelyezték az újonnan épített templom tornyába, de 1842-ben a nagyobbik megrepedt, ezért 1843-ban közadakozásból újat öntettek. 1916 őszén a harangokat az osztrák-magyar hadsereg ágyúöntés céljára „elrekvirálta”, vagyis kötelezően beszolgáltattatta.
A háború után „harangalapot” hoztak létre és így 1923-ban sikerült egy új harangot beszerezni, melynek öntését egy bukaresti cég végezte. Később a kisebbik harang is megrepedt, ezért 1947-ben Csíkszeredában újjáöntették.
A templom körül már a legrégibb idők óta létezett temető, amelyben eleinte a halottakat közvetlenül a templom falai mellé temették, a cinterem szomszédságába. Később ezt a szokást a hatóságok betiltották és csak a templomtól távolabbra lehetett temetkezni.
1814-ben határozatot hoztak a temető bekerítéséről, amit nemsokára meg is valósítottak. Mivelhogy a temetkezési előírásokat nem mindig tartották be, 1827-ben Körmöczi János unitárius püspök újból szigorúan meghagyta ezt, utalva arra is, hogy a túl közeli sírgödrök veszélyeztetik a templom stabilitását is.
Később, a templomot övező kőfal megépítése megoldotta ezt a problémát, majd 1831-ben a temetőt sánccal vették körül és mellette oltványos faiskolát is létesítetek. 1839-ig a szokások szerint a halottaknak fából állítottak emlékműveket, de a püspöki levelek már a sírkövek állítását szorgalmazták.
A temetőbe csakis az unitárius vallásúak temetkezhettek díjmentesen, de 1918 után más felekezetűek is vásárolhattak sírhelyet, 5 évi egyházadó (kepe) kifizetésével. A temetőt legutóbb 1931-ben kerítették be új kerítéssel, mely mind a mai napig fennáll.
A régi sírkövek között található néhány fekvő, szarkofág alakú is, melyek alatt az eklézsia régi papjai nyugszanak. Ma a temető teljesen körbeveszi a templomot és a kerítést, a sírok rendezettek, gondozottak és kizárólag csakis terméskőből, homokkőből és márványból készült sírkövek találhatók benne, eltérően a katolikus temetőkben szokásos fa fejfáktól és egyéb díszektől.

### Az iskola és az oktatás története
A falu iskolájának pontos létesítési idejét és módját nem ismerjük, de a régi egyházközségi feljegyzések szerint 1744-ig egyáltalán nem volt „mestere és mesteri háza” a falunak, mert a lakosság alacsony száma túl kevés volt egy tanítómester eltartásához.
Az első feljegyzés egy pénztári jegyzékben szerepel, melyek szerint egy bizonyos „Sárosi György Atyánkfiától alamizsnapénzt vettek át, melyet Fehérvár és Háromszék megyékben gyűjtött”, valószínűleg iskolalétesítés céljából.
1789-ben Lázár István unitárius püspök egyik vizitációja során meglátogatta az ekkor már létező és egyházi tulajdonban lévő, tehát felekezeti iskolát és az abban találtatott gyerekek „esztendejekhez képest s tanításbeli idejekhez képest dicséretesnek találtattak.”
1792-ben falu lélekszáma 239 volt, melyből 130 iskoláskorú gyermek volt, de ezek nagy része a mezei munkák és a szülői nemtörődömség miatt nem járt rendesen iskolába. Ugyanebben az évben különféle kisebb javításokat végeztek a kántortanítói lakáson, majd 1794-ben közadakozásból egy új épületet emeltek: „egy küs szép kőből és fundamento tanuló ház sindellyel fedve, két üveg ablakkal.”
1796-ban újabb javításokat végeznek, akárcsak 1809-ben és 1813-ban, de ezek ellenére az épületek nagyon rossz állapotba kerültek, ezért az 1818-as Esperesi Vizsgálószék alkalmával parancsba adták, hogy „a mesteri ház jó móddal a kinézett helyre ex fundamento újlag építessék a mostani, tűztől félthető állásától különbözőleg.”
Pénzhiány miatt az új „oskola” csak 1823-ban készült el, a Kis-Homoród folyásának jobb partján. Az esetleges árvízveszély és vízmosások elkerülése érdekében egy rend fűzfavesszőt verettek le a folyó partjánál.
Az épületet a lehetőségek függvényében az idők folyamán folytonosan bővítették, új ablakokat szereltek rá, majd 1843-ban teljesen újrafödték. 1850-ben az árvíz nagy károkat okozott az épületekben, de ezeket gyorsan kijavították és egy új kerítést is készítettek köréjük.
Az iskola mellett álló régi tanulóházat eladták és helyébe egy új mesteri házat építettek, mely „hasonlólag új fedél alá téendő tanítói háznak fordítassék.” 1870-ben az épületet a rendkívül tűzveszélyes szalmatető helyett cseréppel fedték be, majd 1872-ben a körzeti tanfelügyelő utasítására deszkával padolták le.
1883-ban falugyűlést hívtak össze az iskola és a kántortanítói fizetés ügyében, melynek eredményeképpen az iskola a leszegényedett egyház tulajdonából átment a község tulajdonába. Ez a tulajdonváltás később (1930) nagy gondokat és bonyodalmakat okozott az községnek és az egyháznak egyaránt. Ezek ellenére az Esperesi Vizsgálószék minden évben meglátogatja az iskolát és felülvigyázza a tanítást.
1892-ben a homoródi járási Szolgabíróság (melynek székhelye a szomszédos Oklándon volt) utasítására egy új épület építésébe kezdtek, a költségek egy részét a székelyudvarhelyi Takarékpénztár oklándi kirendeltsége állta, a többi részt közadakozásból teremtették elő, így az új iskola rövid idő alatt elkészült.
Egy újabb árvízhullám idején az épület nagyon súlyos károkat szenvedett, emiatt a tanítás hosszú ideig bérházakban folyt. 1915-ben a magyar állami hatóságok bizonyos feltételek mellett ígéreteket tettek az iskola újjáépítésre, de ezt a község nem fogadta el. Így végül 1919-ben az Unitárius Egyházi Főtanács elrendelte egy felekezeti iskola felállítását a faluban, amit meg is valósítottak, de az iskolát nemsokára kilakoltatták a község tulajdonában lévő épületből.
A hosszú iskolavitának végül az 1925-ös magánoktatási törvény vetett véget, mivelhogy még ebben az évben egy teljesen új állami iskola épült, mely mind a mai napig a helyi I-IV. osztályos elemi iskolának ad otthont és szolgálja a falu lakosságát.
A faluban mindig csak egyetlen tanító foglalkozott a valaha népes gyereksereg oktatásával, sőt bizonyos időkben még 7-8 osztályos oktatás is folyt a falai között. Az iskola tanítója egészen a kommunista korszak kezdetéig egyben az egyházközség kántora, valamint a falu sokoldalúan képzett, megbecsült és köztiszteletnek örvendő közéleti személyisége is volt.
Az alábbi táblázat az iskola tanítóinak névsorát és szolgálati idejüket tartalmazza:
| A tanító neve        | Szolgálati ideje    | Időtartama |
| -------------------- | ------------------- | ---------- |
| Sárosi György        | 1774–1789           | 15 év      |
| Karátsonfalvi József | 1789–1795           | 6 év       |
| Vargyasi M. Zsigmond | 1795–1808           | 13 év      |
| Almási András        | 1808–1814           | 6 év       |
| Nyíredi János        | 1814–1816           | 2 év       |
| Molnos József        | 1816–1823           | 7 év       |
| Marosi Zsigmond      | 1823–1828           | 5 év       |
| Almási András        | 1828–1840           | 12 év      |
| Lőfi Elek            | 1840–1848           | 8 év       |
| Kovács István        | 1848–1856           | 8 év       |
| Imre István          | 1856–1878           | 22 év      |
| id. Deák Mózes       | 1878–1900           | 22 év      |
| ifj. Deák Mózes      | 1900–1914           | 14 év      |
| Siketes Sándor       | 1914–1946           | 32 év      |
| László János         | 1946–1985           | 39 év      |
| Bomhér Eszter        | 1985–1990           | 5 év       |
| Györke Irma          | 1990-től napjainkig |            |

Az iskola mellett még meg kell említenünk az óvodát is, melyet a faluban először csak 1960-ban létesítettek, mivelhogy addig vagy kevés volt a szükséges gyereklétszám vagy pedig nem voltak meg a szükséges anyagi feltételek.
A régebbi időkben már létezett szervezett kisgyermek-felügyelet, de ez csak nyári időszakban, a nagy mezei munkák idején működött, a gyerekeket egy megbízott asszony vigyázta fel.
A kollektivizálás befejeztével felvetődött egy új óvoda létesítésének gondolata, amit végül 1960-ban meg is valósítottak, amikor már 27 óvodáskorú gyerek szerepelt a nyilvántartásokban és járt rendszeresen az óvodába, egyetlen óvónő felügyelete alatt.
Az óvoda a kezdeti években még a régi kántori lakásban működött, de a nyári időszakokban egyben teljes ellátású napközi otthonként is használták. Ebben az időszakokban a szükséges élelmiszereket és a személyzet (szakácsnő, dada) fizetését a helyi termelőszövetkezet biztosította.
Nagy erőfeszítések árán sikerült az óvodát ellátni a szükséges bútorzattal és játékokkal, de 1970 őszétől a drasztikusan lecsökkent gyereklétszám miatt az intézményt a falusiak kérése és igényei ellenére bezárták. Az 1989-es fordulat után az óvodát újraindították és azóta egy szakképzett óvónő felügyelete alatt folyamatosan működik.

## A falu története 1848–1945 között
Homoródújfalu történetét a forrásanyagok részleges vagy teljes hiánya jellemzi, ezzel magyarázható az a tény is, hogy a 19. század közepéig nagyon kevés adatot találhatunk a faluval kapcsolatosan.
Az egyes, főleg határvidéki székely falvakra jellemző falujegyzőkönyvek itt egyáltalán nem léteztek, ezért csakis az nagyon szegényes és hiányos egyházi feljegyzésekre és az idősebbek visszaemlékezéseire hagyatkozhatunk.
Az 1848–49-es forradalom és szabadságharc eseményei nem igazán érintették a falut és így a harcokban esetleg részt vevő újfalviakról sincsenek feljegyzéseink. Ezek ellenére megemlíthetjük a szomszédos Rika-erdejében lezajlott kisebb ütközetet, melynek során Gál Sándor székely honvédezredes csapatai utolérték és legyőzték a Háromszékről Udvarhely felé menekülő Heydte császári hadvezér csapatait.
A forradalom idején a különféle kisebb csapatok, martalócok sokszor kifosztották a falut, a legtöbb kárt a templomban okozták, melyet többször is kifosztottak és megrongáltak.
A korszak talán legjelentősebb eseménye a jobbágyfelszabadítás volt, melynek során az eddigi függőségben élő parasztok szabad ház- és földtulajdonos gazdákká váltak.
A forradalom bukása utáni időkben nagy nehézséget okozott a környéken állomásozó császári csapatok kötelező élelmezése és ellátása, valamint a önkényuralmi rendhez hű császári alattvalók túlkapásai (például a községi jegyző).
Az 1859-es császári rendelet megnyirbálta az erdélyi protestáns egyházak hagyományos önkormányzatát, így negatívan érintette az újfalvi unitárius egyházközséget is.
Az Bach-korszak bukása és az osztrák önkényuralom válsága után létrejött 1867-es kiegyezés megnyitotta az utat a kapitalista típusú fejlődés és a német (szász) mintára elkezdődött polgárosodás irányába.
Az 1868-as, általános tankötelezettségről szóló törvény hozzájárult az írástudók számának gyors és látványos növekedéséhez, melyhez nagyban és döntően hozzájárult a faluban tevékenykedő kántortanítók öntudatos és áldozatos munkája is.
Az új közigazgatási átszervezés alkalmával (1876) felszámolták a történelmi Udvarhelyszéket és létrehozták az új Udvarhely vármegyét, melyeket járásokra osztottak. Így Homoródújfalut közigazgatásilag az oklándi székhelyű Homoródi járáshoz csatolták, mely egészen 1950-ig fennállott.
Ezt az időszakot (1867–1914) a gyors fejlődés és a viszonylagos jólét jellemezte, de még nagyon sok család nagy nyomorúságok közepette tengette életét. Ezért az 1900-as évek elején többen is kivándoroltak (pontos adatok nem ismeretesek), de nagy részük később hazatért és új életet kezdtek: földeket, állatokat, malmokat stb. vásároltak, hogy biztosítsák családjuk számára a megélhetést.
A világháború kitörése (1914) véget vetett a fejlődésnek, majd 1916 őszén a falut rövid időre az Erdélybe betörő román csapatok szállták meg. A háború kitörésekor és a következő években nagyon sokan bevonultak a székelyudvarhelyi 82. császári és királyi székely gyalogezredhez, melynek kötelékében számos csatában részt vettek és vitézül harcoltak és így nagyon sokan hősi halált haltak (15-en elestek vagy eltűntek és nagy részük idegen földön, ismeretlen sírokban nyugszik).
A háborút lezáró trianoni békeszerződés előírásai szerint a falu Romániához került, majd a kötelező román nyelvhasználat és nyelvoktatás okozott nagyobb gondokat.
Az 1921-es földreform nem volt negatív hatással a lakosságra nézve, ugyanis kevés volt a földterület és a legnagyobb birtok nagysága sem haladta meg a 30 hektárt.
Az 1925-ben elfogadott román magánoktatási törvény megszüntette a felekezeti oktatást, így az iskola átkerült a község tulajdonába és még ebben az évben új iskolaépületet emeltek. A gazdasági válság idején sokan a nagyvárosokba (Brassó, Kolozsvár, Arad) mentek szolgálni, egyesek közülük még Budapestre is elkerültek.
Az második bécsi döntéssel (1940) a falu újból Magyarországhoz került, az új magyar-román határvonal a falutól délre, alig néhány kilométerre haladt el. Így a faluban és környéken mindig nagyszámú magyar és később német helyőrség állomásozott, a szomszédos hegyeken megfigyelőállások létesültek.
A második világháború idején újból sokan bevonultak, mely katonák nagy része a különböző frontokon hősi halált halt. 1945 után a szovjet közigazgatás felszámolása után a falu ismét visszakerült Romániához, majd nemsokára elkezdődtek a majdnem félévszázados kommunista rendszer megpróbáltatásai.

## Homoródújfalu az I. világháború idején
A falu az első világháborúban 15 hősi halottat adott a magyar nemzetnek: Benedek József, Benedek Dénes belső, Benedek Dénes, Benedek Ferencz, Buglya Sándor, Cseke József, Dakó Ferencz, Fekete Miklós, Godra János, Jónás István, Pálfi József, Szabó Gyula, Szabó István, Vas Domokos és Ötvös József.
A katonák nagy része a székelyudvarhelyi 82. cs. és kir. székely gyalogezred kötelékeiben harcolta végig a háborút. A 82. gyalogezred legvéresebb csatáit Galíciában, majd 1916-17-ben a román fronton, Mărăști és az Ojtozi-szoros környékén vívta, fontosabb csaták: Pálos – 1916. szeptember 15., Runcul Mare, Măgura Casinului – 1917. július/augusztus, Grozești stb.
Második világháborús hősi halottak: Benedek Sándor, Birtalan Lajos, Dakó Jenő, Dávid Benedek, Egyed Jenő és Szebeni Miklós.

## Gazdasági és társadalmi helyzet a 19-20. században

### A földviszonyok és a földkérdés alakulása
Homoródújfaluban a legrégibb idők óta a lakosság alapvető, legfontosabb foglalkozása és egyetlen megélhetési forrása a mezőgazdaság (földművelés, állattenyésztés) volt. A középkori falu, mint a területi együttélés formája, több funkcióval is rendelkezett: települési forma, gazdasági szervezet, társadalmi képlet és jogi közösség is volt egyben, tehát teljes életkeretet nyújtott.
A gazdasági élet legfontosabb eleme és egyben színhelye is a falu határában elterülő földterület volt, melyet a szántók, kaszálók, legelők, erdők és más területek alkottak. A föld használatát a falusiak számára a helyi szokásjog és az országos feudális törvények is biztosították.
Imreh István szerint „a székely faluközösséget az 1848 előtti évszázadban körülölelő és azt a maga ritmusához igazító emberi világ könnyen jellemezhető: a hűbéri társadalmi szerkezet széthullása esik erre az időszakra”.
A 19. század elején a faluban élő parasztság társadalmi tagozódását tekintve a falu az ún. vegyes lakosságú falvak közé tartozott. Ez azt jelentette, hogy a faluban a szabadparasztok a különféle függőparasztokkal együtt éltek és dolgoztak.
A faluban élő jobbágyok és zsellérek pontos számáról csak kevés adattal rendelkezünk, melyek szerint a faluban 1614-ben 18 jobbágy, 1750-ben pedig 28 jobbágy és 5 zsellér, míg 1848-ban 17 jobbágy és 4 zsellér létezett.
Más források szerint 1614-ben a faluban 4 szabadszékely és 18 jobbágy lakott, majd 1750-ben már 24 szabadszékely, 28 jobbágy, 5 zsellér és 3 vándor létezett és ekkor a faluban összesen 60 család lakott.
A jobbágyok, akárcsak a zsellérek, nem voltak szabad emberek és a szabadok, valamint a nemesek földjein dolgoztak. Homoródújfaluban a jobbágyok csakis a módosabb szabadparasztok és a leszegényedett, nemesi származású családok földjein dolgozhattak, ugyanis a faluban és közvetlen közelében nem éltek nemesi családok.
A legközelebbi nemesi családok a távolabbi Vargyason (a Dánielek, Udvarhelyszék későbbi királybírái és főispánjai), Olthévízen (a Haller-grófok), valamint Homoródszentpálon (a Kornis-család) éltek, de az esetleges homoródújfalvi birtokaikról nincsenek adataink.
A zsellérek egyfajta jobbágysorsú parasztok voltak, akik földet kaptak és ezért bizonyos szolgáltatásokat végeztek a föld tulajdonosának. A faluban élő szabad székelyek pontos számáról nem rendelkezünk adatokkal, de feltételezhetjük, hogy a lakosság többséget alkották.
A faluban élő parasztok számára óriási jelentőséggel bírt az 1848. május 29-én, a kolozsvári országgyűlésen kihirdetett jobbágyfelszabadítási törvény, mely örökre megszüntette a jobbágyságot és lehetőséget teremtett a paraszti társadalom új, már kapitalista jellegű fejlődésére.
A felszabadított jobbágyok földet kaptak, melynek értéket bizonyos határidőn belül kötelesek voltak visszatéríteni a földtulajdonosnak („önmegváltás”). A földosztás egyben az addigi nagybirtok felaprózódását is jelentette, mely negatív hatással volt a későbbi fejlődésre.
A faluban egyetértés hiányában soha nem történt tagosítás (a földek összevonása), ezért mind a mai napig fennáll ez az állapot. Az újonnan létrejött paraszti gazdaságok nagy része 5 hold alatti területtel (kb. 2,5 ha) rendelkezett, tehát nem igazán életképes kisgazdaság volt.
A határban lévő földterületek és kaszálók, tehát a külterületek helyének azonosítását a különféle határnevek, düllőnevek tették lehetővé. A nevek pontos eredetét homály fedi, de bizonyos, hogy már több száz éve léteznek, nagyobb változtatások nélkül.
Ilyen elnevezések például: Meggyesmáj, Hosszú-hegy, Kövesdomb, Őrhegy, Kéthegy-köze, Mogyorós-völgy, Aranyos-oldal, Bahér, Keresztes-híd, Ökörnyuguttó, Lapác, Csere-tető, Vágás, Első-erdő, Fekete-tó, Likas, Tó-mellett, Bodzás, Hosszú, Pusztamalom, Árokszeg, Kereszt-út, Kétvíz-köze, Oldalföld, Orotás, Kerekmáj, Városfalvi-szél, Nagy-völgy, Nyírdomb stb.
A faluban csak 3-4 gazdagparaszt élt (a földhöz jutott jobbágyság egy része, 30-50 hold területtel), a lakosság többsége a középparasztság kategóriájához tartozott, de sok volt a szegényparaszt (10 hold alatti földterülettel) és volt egy pár birtok nélküli paraszt is. Ezek a gazdagabb parasztok földjein napszámosként, aratómunkásként, gazdasági cselédként dolgoztak.
Már a legrégibb idők óta létezett a közös községi vagyon, vagyis a közbirtokosság vagyona, mely szerint az erdőket és legelőket arányokra (jogokra) osztották és ebből a birtokolt földterület nagysága szerint majdnem mindenki részesült, kivéve a földdel nem rendelkező szegényeket. A közbirtokosság és egyben a község vezetője a falubíró volt, akit évente választottak, általában a vagyonosabb, tekintélyesebb gazdák soraiból. A bíró munkáját a kinevezett esküdtek segítették, valamint a falu nótáriusa (jegyzője).
A növénytermesztésben a hármas forgó rendszerét használták egészen a második világháborúig, a legfontosabb termesztett növények a búza, árpa, kukorica, krumpli, répa, len, kender voltak, míg az állattenyésztésben a szarvasmarhák (tehén, bivaly), lovak, juhok, baromfik domináltak – sok volt az ökrös gazda is, amely egyfajta státusszimbólum is volt.
A gazdaságok felszerelése közepes volt, de majdnem mindenik gazda rendelkezett ló-, marha- vagy ökörfogattal, ekével, boronával, vetőgéppel és egyéb eszközökkel. A gazdaságok felszereltségére és a termelési módok megválasztására nagyon jótékony hatással volt a szomszédos Szászföld közelsége és a szászok jóval fejlettebb gazdaságai és műszaki ellátottságuk.
Az eszközök fejlődésében a 19. század végétől látványos változás következett be, amikor megjelent a vaseke (Sack-eke), valamint a gőzgéppel hajtott cséplőgép, a herefejtő, szelektorok, új típusú vetőgépek stb. A faluban élő gazdák eszközökkel való ellátottsága jóval meghaladta a szomszédos, főleg a szegényebb északi vidékek falvainak ellátottságát.
A faluban kovácsműhely és egy vízimalom is működött, a tűzesetek elhárítása érdekében tűzoltószínt létesítettek, valamint gépszínt a cséplőgépnek és a hozzátartozó gőzgépnek.
Az 1900-as évek elején a faluban gépkör, majd később gazdakör is létesült. A gépkört létrehozó gazdák közösen cséplőgépet vásároltak, kazánnal együtt, majd közösen használták és javíttatták. A gazdakör tagjai tanfolyamokon vettek részt, népkönyvtárat, mezőgazdasági kurzusokat szerveztek, művelődtek.
A gazdasági épületek nagy része az Adriai Biztosító Társaság által biztosítva volt, de kevesen vették igénybe a különféle terménybiztosítási lehetőségeket, ezért az árvizek, a jégesők és a szárazságok néha jelentős károkat okoztak a gazdaságoknak.
Ennek a gyors és látványos fejlődésnek az első világháború és az azt követő román uralom vetett véget. Ezek ellenére a két világháború között újraindult a már korábban is működött szövetkezeti mozgalom, így tejszövetkezet (a falusi kántortanító, Siketes Sándor vezetésével), majd 1940 után a Hangya Fogyasztási Szövetkezet létesült a faluban.

### A lakosság életmódja és foglalkozása
A falusi életmód, mely tulajdonképpen a mindennapi élettevékenységek rendszere, átfogta a falusi élet leglényegesebb ágazatait, mint: a termelés, a szórakozás, a szabad idő eltöltése, valamint az étkezés, lakásviszonyok, ruházat, egészségfenntartás stb.
„A faluközösség a szokások világa. Az önrendelkezést, a szabadságot a hagyományokhoz való hűséggel is lehetett védelmezni és ezért szentesített régisége sok társadalmi szabályt, váltotta őriznivalóvá azt, ami ősi.”
A falusi életmód alapvető elemei a közösségi élet és az ehhez kapcsolódó események, tevékenységek voltak. A termelő tevékenység és fogyasztás szempontjából a falu alapegysége a család volt, melyet általában a nagy létszám (sokgyerekes nagycsaládok) és a különféle korosztályok, generációk együttélése jellemzett (nagyszülők – szülők – gyermekek).
A család legfontosabb feladatai az önellátás és a folytonosság biztosítása voltak. Ugyanakkor, a lakosság kis száma és az endogámia (régen a legények csakis a faluból házasodtak) miatt a falu a rokonsági rendszerek közössége, még napjainkban is.
A családi gazdaságok a családi házak köré csoportosultak, a házak elhelyezkedését a különféle szegekben (Felszeg, Alszeg) nagyban befolyásolta a vagyoni helyzet, a társadalmi hovatartozás, de még a gyereklétszám is – a legtöbb esetben a falu legszegényebb, nincstelen családjai rendelkeztek a legtöbb gyerekkel, így még inkább nyomorúságosabb és kiszolgáltatottabb helyzetbe kerültek.
Nagyon fontos jellemvonás volt a lakásviszonyok javulása (a régi, zsúpfedeles házak helyére szász mintájú, cseréptetős masszív kőházak épültek), melyekben már több szoba és néha külön konyha is helyet kapott.
Ezek ellenére a falusiak többsége alacsony, egészségtelen és zsúfolt házakban lakott, néha egész nemzedékek voltak egyetlen helységbe összezsúfolva, télen-nyáron, hosszú évtizedeken át.
Nagyon rossz volt az orvosi ellátás és nagyon magas volt a gyermekkori halálozási ráta is (majdnem mindenik család veszített el gyermeket), a legelterjedtebb betegségek a tüdőgyulladás, a torokgyík, a himlő és a tüdőbaj voltak.
A régi falusi életmód másik jellemző elemei az ünnepek voltak, melyek nagyon fontosak és elmaradhatatlanok voltak a mindennapi életben (például a vallásos ünnepek, aratóünnep és más ceremóniák). Fontos jellemző a lakosság nagy fokú vallásossága, mely főleg a tömeges és kivételeket nem ismerő templomba járással és az ünnepek, vasárnapok szigorú betartásával jutott kifejezésre.
A legfontosabb munkákat, építkezéseket mindig kalákába szerveződve végezték, ahol mindenkinek jól meghatározott feladatai voltak és a kölcsönös segítségnyújtást jelentették, nagyban hozzájárulva a gazdaságok és így a falu fejlődéséhez is. A falu házait régebben majdnem kivétel nélkül kalákába szerveződve építették, de voltak mezei kalákák is (például aratáskor).
Mindezek a tevékenységek egy erős közösségi érzést eredményeztek és fokozták a szülőfaluhoz, a szülőföldhöz való ragaszkodást, szeretetet. Ezek ellenére a gazdasági nehézségek, a földterületek hiánya miatt többen is idegenben kerestek munkát: a 20. század elején többen Amerikába vándoroltak ki és csak egy részük tért haza, míg a két háború közötti időszakban sok fiatal a román nagyvárosokban (Brassó, Kolozsvár, Temesvár, Arad), valamint Budapesten szolgált, dolgozott.
A lakásokban petróleumlámpával világítottak, míg a főzéshez-fűtéshez búbos kemencéket, majd később vasöntvényből készült érckályhákat használtak, a szobákat egyszerű, de praktikus bútordarabokkal rendezték be.
A falu lakosságának mind a mai napig a legfontosabb foglalkozása a mezőgazdaság, valamint az ehhez kapcsolódó tevékenységek és munkák. A munkanap korán reggel kezdődött és legtöbbször késő este ért véget, főleg a nagyobb mezei munkák idején (például tavasztól télig, szántáskor, kaszáláskor, aratáskor, betakarításkor).
A módosabb gazdaságokban általában 1-2 szolgalegényt is tartottak, akik legtöbbször a szegényebb, Felső-Homoród-menti falvakból (Almásról, Lövétéről, Szentegyházasfaluból) származtak.
Télen a lakosság több szabadidővel rendelkezett, ekkor főleg kézműves termékek előállításával, a bennrekedt állatok gondozásával és a nyáron megrongálódott szerszámok javításával és újak készítésével foglalatoskodtak.
A faluban községi kocsma és üzlet is működött, de a lakosság nagyrészt önellátó volt, mindent maguk termeltek meg vagy állítottak elő (élelem, bútorzat, ruházat, mezőgazdasági felszerelések). A gépek, szerszámok javítását asztalosok, kerekesek, kovácsok végezték, az épületeket helybéli kőművesek és ácsok készítették vagy tatarozták újra.

### Népszokások és hagyományok
Homoródújfalu népe, a többi székely faluhoz hasonlóan, sok népszokással és hagyománnyal büszkélkedhetett, de a kommunizmus ideje alatt és az elvándorlás egyik következményeként kimaradt az ősi népviselet őrzése és sok hagyomány mára már teljesen feledésbe merült.
Vannak hagyományok, melyeket más falvaktól vettek át (például a szüreti bál), vannak helyi, sajátságos szokások és olyanok is, melyek már csak az idősebbek emlékezetében élnek tovább. Az újfalviak mindig is híresek voltak a falura jellemző és a szomszédok által is irigyelt összetartásra, békés együttélésre. Ez nagyban előmozdította a különféle közösségi események, szokások kialakulását.
A legtöbb népszokás, esemény a hosszú és unalmas téli időszakokra volt jellemző, amikor a lakosok nem voltak elfoglalva a különféle mezei munkákkal és egyben az egyébként unalmas estéket is hasznosan eltölthették.
Az asszonyok és a lányok esténként a fonóba jártak, amit „kórusnak” is neveztek, mert a fonás közben sokat énekeltek, viccelődtek, játszottak. A kórusban egyben megbeszélték, megvitatták a falu ügyeit is, így ez egyben a gyűléseket is helyettesítette, valamint erősítette a közösségi érzést az emberekben.
Az újfalviak népviselete, a „székelyruha” nem nagyon különbözött a környékbeli falvak ruházatától, az idősebb férfiak mindig fehér posztónadrágban és keményszárú csizmában jártak, meg a mezőre is.
Vasárnaponként, a mindenkinek kötelező délelőtti istentisztelet és az otthoni ebéd után a fiatalok csoportokba verődve sétálgattak, közben énekeltek vagy beszélgettek. Vasárnap szigorúan tilos volt dolgozni, ezt a „magyar világban” (1940-45 között) még a csendőrök is ellenőrizhették.
Húsvétkor, az ünnep második napján, a legények vödrökkel felszerelkezve locsolni indultak a lányokhoz, akiktől festett, általában piros tojást kaptak, majd ezt este bállal és táncesttel is megünnepeltek.
Május 1-jén szokás volt és mindmáig fennmaradt a zöldág tevés, amikor is éjjel a legények kizöldült nyírfaágakat tettek az általuk kedvelt és kiszemelt lány kapujába, amiért pünkösdkor hímzett zsebkendőt kaptak cserébe.
Ősszel szokásos szüreti bált rendezni, habár a falu és vidéke a hegyek közelsége miatt nem igazán számít szőlőtermő vidéknek.
Karácsony után a legények aprószentekelni járnak, amikor is vesszőkkel megérintgetik a lányokat, verseket mondnak, majd cserébe diót, aprópénzt kapnak. Ugyancsak ezen a napon bált szerveznek és eljárják a seprűs táncot, mely az újfalviak egyik különleges, egyedülálló szokása.
A népművészet tekintetében említésre méltók a különféle szőttesek, varrott és hímzett vászonanyagok, a különféle csipkék és a szőnyegszövés. Sajnos, az utóbbi időben egyre kevesebben foglalkoznak vele, mert mindent elárasztottak az olcsóbb bolti portékák. A faluban élő cigányok nagy része seprűkötéssel, valamint kosár- és lábtörlőfonással is foglalkozik.

## Régi térképek

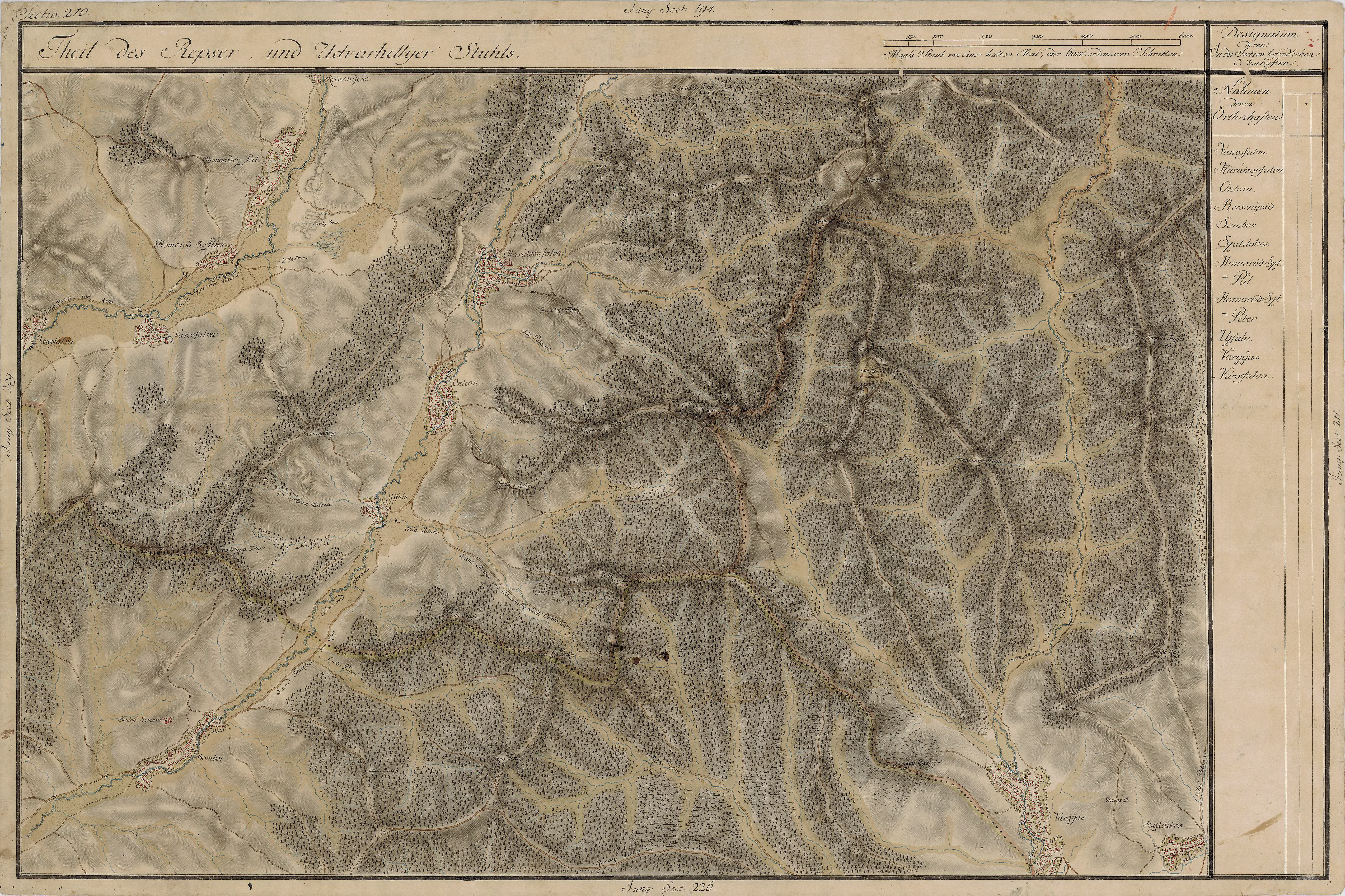
A falu és környékének térképe (1769–1773)

## Társfalvak
- Oklánd
- Homoródkarácsonyfalva